# Olaf Hytten
Olaf Hytten, né le 3 mars 1888 à Glasgow et mort le 11 mars 1955 à Los Angeles, est un acteur écossais.

## Filmographie partielle
- 1923 : L'Ombre blanche (The White Shadow), de Graham Cutts
- 1926 : The Better 'Ole de Charles Reisner
- 1931 : Peach-O-Reno, de William A. Seiter
- 1931 : Forbidden Adventure (ou Newly Rich) de Norman Taurog
- 1933 : Berkeley Square, de Frank Lloyd
- 1934 : Fascination (Glamour) de William Wyler
- 1935 : It's in the Air de Charles Reisner
- 1936 : Le Roman de Marguerite Gautier (Camille), de George Cukor
- 1936 : Héros malgré lui (Sons o' Guns) de Lloyd Bacon
- 1936 : White Hunter d'Irving Cummings
- 1937 : Visages d'Orient ou La Terre chinoise (The Good Earth), de Sidney Franklin
- 1937 : Chasseurs d'images ou Les Lanciers du déserts (I Cover the War), d'Arthur Lubin
- 1937 : First Lady, de Stanley Logan
- 1938 : Un conte de Noël (A Christmas Carol) d'Edwin L. Marin
- 1939 : Zaza, de George Cukor
- 1939 : Le Gangster espion (Television Spy) d'Edward Dmytryk
- 1939 : Les Maîtres de la mer (Rulers of the Sea) de Frank Lloyd
- 1941 : Lady Hamilton (That Hamilton Woman), d'Alexander Korda
- 1941 : J'épouse ma femme (Bedtime Story), d'Alexander Hall
- 1942 : L'Escadrille des aigles (Eagle Squadron), d'Arthur Lubin
- 1942 : La Voix de la terreur (Sherlock Holmes and the voice of terror), de John Rawlins
- 1942 : Le Fantôme de Frankenstein (ou Le Spectre de Frankenstein) (The Ghost of Frankenstein), d'Erle C. Kenton
- 1945 : Agent secret (Confidential Agent), de Herman Shumlin
- 1946 : She-Wolf of London de Jean Yarbrough
- 1946 : Beauté noire (Black Beauty) de Max Nosseck
- 1948 : Captif en mer (Kidnapped) de William Beaudine
- 1949 : Un Yankee à la cour du roi Arthur (A Connecticut Yankee in King Arthur's Court) de Tay Garnett
- 1951 : La Flibustière des Antilles (Anne of the Indies), de Jacques Tourneur